# Будкі-Лоховські
Будкі-Лоховські (пол. Budki Łochowskie) — село в Польщі, у гміні Желехлінек Томашовського повіту Лодзинського воєводства.
Населення — 32 особи (2011).
У 1975-1998 роках село належало до Пйотрковського воєводства.

## Демографія
Демографічна структура станом на 31 березня 2011 року:
|          | Загалом | Допрацездатний вік | Працездатний вік | Постпрацездатний вік |
| -------- | ------- | ------------------ | ---------------- | -------------------- |
| Чоловіки | 14      | 6                  | 7                | 1                    |
| Жінки    | 18      | 5                  | 9                | 4                    |
| Разом    | 32      | 11                 | 16               | 5                    |